# Bataille de Humenné
Guerre de Trente Ans
Batailles
La bataille de Humenné opposa les troupes polonaises aux troupes transylvanes le 23 novembre 1619 à Humenné, dans l'est de la Slovaquie actuelle.